# Zoutkamp
Zoutkamp – wieś w Holandii, w prowincji Groningen, w gminie De Marne.